# کاظم ساروقی

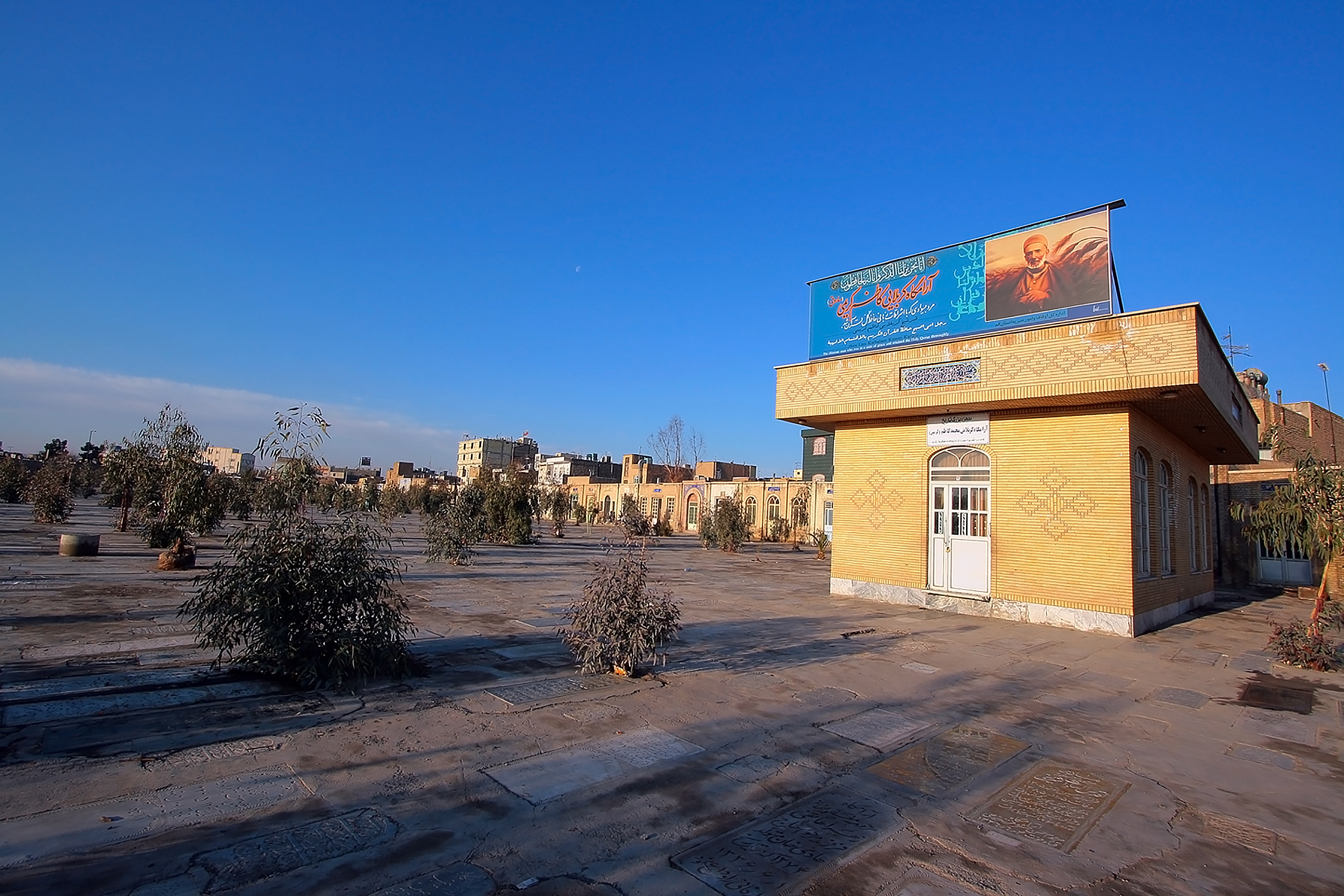
نمای بیرونی مقبره کربلایی کاظم ساروقی در قبرستان نو شهر قم

کاظم کریمی ساروقی (۱۲۵۷ در ساروق شهرستان اراک –۱۳ مرداد ۱۳۳۶ در قم)، مرد بی‌سوادی بود که بر مبنای گزارشی ناگهان حافظ قرآن کریم شد. او کشاورزی ساده بود که ظاهراً طبق این گزارش، به سبب حساسیت در پرداخت به موقع سهم فقرا (زکات) از محصولاتش، به نحوی معجزه‌آسا حافظ کل قرآن شده بود به گونه‌ای که سوره‌های قرآن را نه تنها از ابتدا بلکه از انتهای آنها قرائت می‌کرد و در عین اینکه سواد خواندن و نوشتن نداشت کلمات قرآن را بی‌درنگ در لابه‌لای دیگر متون تشخیص می‌داد. کربلایی کاظم به وسیله علما و بزرگان بسیاری مورد آزمایش قرار گرفت و حفظ شگفت‌آور وی از سوی آنها تأیید شد.
ذکر این نکته حائز اهمیت است که داستان‌های مربوط به کربلایی کاظم ساروقی از نظر زمانی دقیقاً مطابق با چاپ و گسترش کتاب محدث نوری در باب تحریف قرآن بود. عده ای معتقدند که داستان کربلایی کاظم ساروقی، داستانی ساختگی از جانب روحانیون بود، تا اولا ثابت کنند که قرآن تحریف نشده است و دوما نیز بحث تحریف قرآن را به حاشیه ببرند.
نشان ملی کربلایی کاظم ساروقی برای اولین بار در سال ۱۴۰۴ به ۵ برگزیده در بخش های معلم قرآنی، هنرمند قرآنی، خانواده قرآنی، پژوهشگر قرآنی و حافظ ویژه قرآن طی مراسمی که در آستان مقدس امامزادگان ۷۲ تن ساروق برگزار گردید، اهدا شد.
احمدرضا محسنی به عنوان منتخب بخش معلم قرآنی، عبدالرسول گلبن به عنوان منتخب بخش هنرمند قرآنی، علی‌محمد یاراحمدی به عنوان منتخب بخش خانواده قرآنی، محمدرضا عابدینی به عنوان منتخب بخش پژوهشگر قرآنی و سکینه سبزیان به عنوان منتخب بخش حافظ ویژه قرآن از سوی هیات داوران معرفی شدند.[۱] [۲

## ماجرای حافظ قرآن شدن وی
ماجرای حافظ قرآن شدن کاظم ساروقی به سال ۱۳۲۷ قمری (در ۲۷ سالگی وی) بوده که در اینجا به نقل از اسماعیل کریمی ساروقی (فرزند وی) این‌گونه روایت می‌شود: «کربلایی کاظم روزی پای منبر یکی از علما می‌رود و آن عالم می‌گوید هر شخصی که کشاورز و ارباب باشد باید زکات دهد، و اگر کسی زکات ندهد هرچه نماز بخواند باطل است. بعد از آن کربلایی کاظم به سراغ اربابش می‌رود و می‌گوید که باید زکات دهد اما اربابش توجهی نمی‌کند؛ لذا کربلایی کاظم به کارگری می‌رود و بعد از چند سال که ارباب توبه کرده و زکات می‌داده، به کشاورزی سابق برمی‌گردد. روزی کربلایی کاظم در مسیر راهش به امامزاده ۷۲ تن روستای ساروق می‌رسد و می‌بیند دو سید خوش سیما بر درب آن ایستاده و به او می‌گویند؛ برویم زیارتی انجام دهیم، زیرا این امامزاده مرقد ۷۲ نفر از خاندان اهل بیت است که برای دیدار علی بن موسی الرضا وارد ایران می‌شوند. کربلایی کاظم همراه این دو سید وارد حرم امامزاده می‌شود و بعد از اتمام فاتحه، یک مرتبه در سقف امامزاده آیاتی به صورت نور تابیده می‌شود که شامل آیات ۵۴ تا ۵۹ سوره اعراف بوده است. یکی از آن دو سید به کربلایی کاظم می‌گوید آیات را بخوان و کربلایی کاظم می‌گوید من نه سواد دارم و نه درسی خوانده‌ام. اما سید به او می‌گوید من می‌خوانم تو با من بخوان. شروع می‌کند این ۶ آیه سوره اعراف را می‌خواند و کربلایی کاظم هم همراه او می‌خواند و بعد از آن دستی به سینه کربلایی کاظم می‌کشد و به اذن خدا تمام قرآن به قلب کربلایی کاظم وارد می‌شود. وی بعد از ماجرا بیهوش شده و تا صبح روز بعد به هوش آمده وارد روستا شده و جریان را با واعظ مبلغ روستا در میان گذاشته و واعظ ماجرای وی را کرامت دانسته است.» هنگامی که داستان کربلایی کاظم از محل زندگی‌اش به جاهای دیگر نقل شد، او را به شهرهای مختلف ایران مانند همدان، کرمانشاه، تهران، قم، مشهد و نیز در بعضی شهرهای عراق، کویت و حجاز بردند تا مسلمانان و غیرمسلمانان از نزدیک او را ببینند.

## ملاقات با علمای مذهبی
کربلایی کاظم در سفرهایی که به شهرهای مختلف داشته است با علمای مختلفی برخورد می‌کند و آزمایش‌های متعددی از او گرفته می‌شود و همین امر تأییدات افراد مختلفی را به همراه دارد. از جمله: سید حسین طباطبایی بروجردی، سید احمد خوانساری، سید صدرالدین صدر، سید محمدهادی میلانی، سید عبدالحسین دستغیب، علامه طباطبایی، مکارم شیرازی، آیت الله سبحانی، آیت الله حائری شیرازی، آیت الله خزعلی و دیگران.
دست‌نوشته‌هایی از سید شهاب‌الدین مرعشی نجفی، عبدالله شیرازی، سید احمد زنجانی، مکارم شیرازی در تأیید کربلایی کاظم همراه با اشاره‌هایی به ویژگی‌های خارق‌العاده او وجود دارد. همچنین سید عبدالحسین دستغیب در کتاب داستان‌های شگفت این ماجرا را نقل کرده است.
در دست‌نوشته‌ای که از سید محمدهادی میلانی موجود است این‌گونه نگاشته شده است:
با ایشان مجالس عدیده در نجف اشرف، در کربلا ملاقاتمان شد، جمعی از اهل علم حضور داشتند و همچنین سایر طبقات هم بودند به انحاء کثیره و به طرق مختلفه از ایشان اختبار شد، حقیقتاً مهارتشان در اطلاع به کلمات و آیات قرآن مجید، امری است بر خلاف عادت. موهبتی است الهیّه و هر شخصی که با ایشان قدری معاشرت نماید، به اوضاع و احوال ایشان در مراحل عادیّه مطّلع شود و قوّه حافظه ایشان را در سایر امور امتحان نماید، کاملاً ملتفت می‌شود و بالوجدان می‌یابد که این گونه تسلّط در معرفت جمیع خصوصیات قرآن مجید، «کرامات فوق‌العاده». بلکه توان گفت: فرضاً قوّه حافظه، هر اندازه قوّت داشته باشد، نتواند عهده‌دار شود، این گونه امتحانات و اختبارات را که به انحاء دقیقه بسیار به عمل آمده و هو سبحانه و تعالی یهب ما یشاء و لمن یشاء و له الحمد.

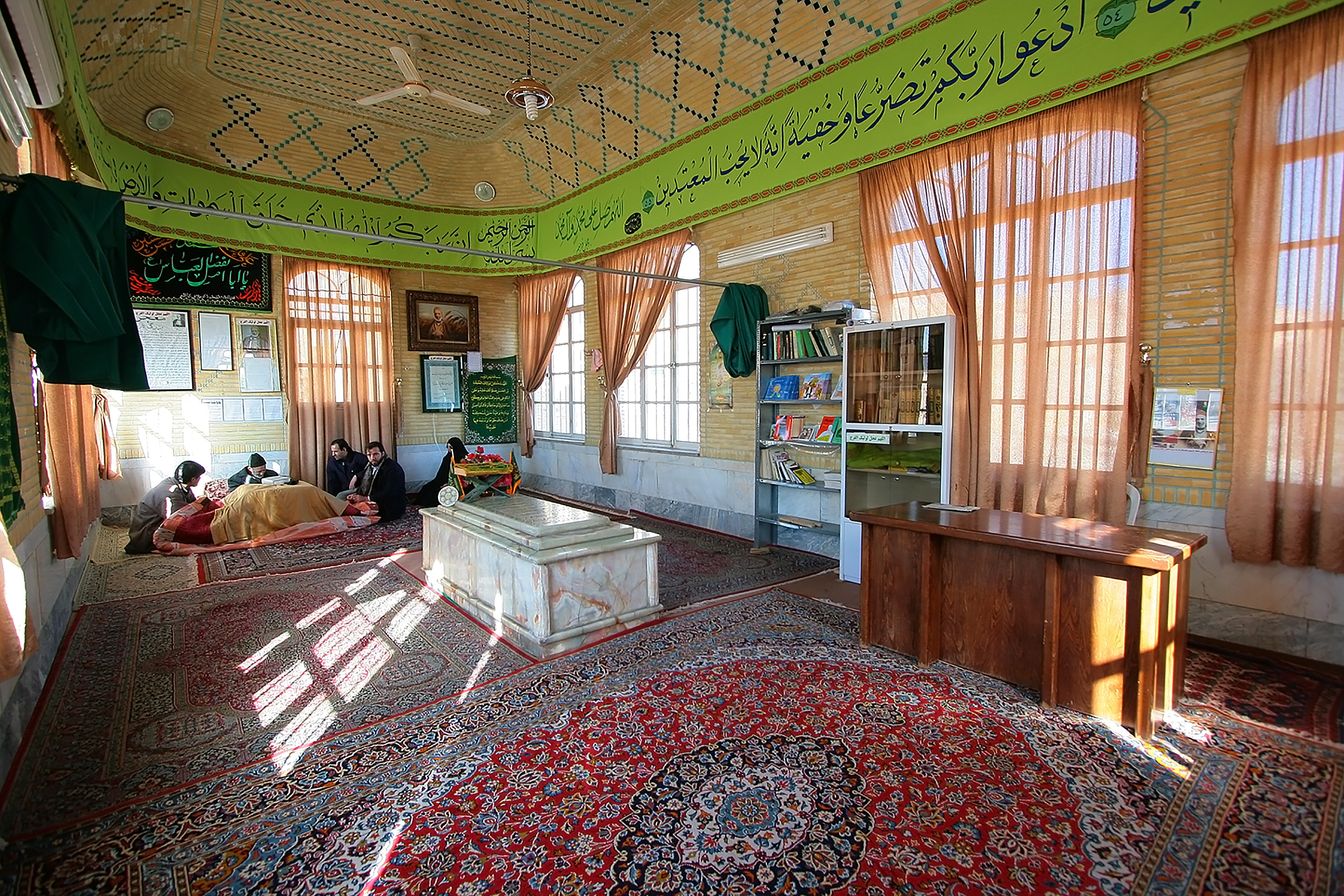
نمای داخل مقبره کربلایی کاظم ساروقی در قبرستان نو شهر قم

برخی اتفاقی را که برای کربلایی کاظم پیش آمده اثباتی بر عدم تحریف قرآن می‌دانند.
سید علی محمد دستغیب در تفسیر سوره انعام می‌گوید: «این لطف خدای تعالی به این شخص است که به وسیله ولی عصر عجل الله تعالی فرجه به او عطا شده است. این خود نشانه‌ای از قدرت خدایی امام معصوم و توحید کامل او و انسان کامل شدن ایشان است».
محی‌الدین حائری شیرازی با توسل به ماجرایی که برای کربلایی کاظم رخ داده علیه مطالب ادعا شده در کتاب فصل الخطاب به استاندار اراک چنین می‌نویسد: «گذر از مسئله تحریف جز به آنچه به وسیله کربلائی کاظم انجام شد انجام نمی‌گرفت».
ناگفته نماند معجزه کربلایی کاظم به تأیید محمدجواد انصاری همدانی عارف عالم رسیده است که توضیحات آن در کتاب سوخته نقل شده است.

## ویژگی‌های منسوب به کربلایی کاظم
از جمله ویژگی‌هایی که ادعا شده که در آزمایش‌های مختلف مشاهده شده:
- بازگویی شماره و مکان قرآن با خواندن آیه
- خواندن قرآن به صورت وارونه
- تشخیص عبارات قرآن در میان کتاب‌های عربی و فارسی با دستخطهای یکنواخت
- باز کردن قرآن و نشان دادن مکان آیه تقریباً بدون ورق زدن با هر چاپ قرآنی
- جستجوی عبارت‌ها و کلمات در قرآن و تعداد و مکان تکرار هر کدام
- بیان کردن تعداد حروف سوره‌ها و اطلاعاتی در مورد تکرار حرف‌ها و…
- اطلاعاتی در اسرار قرآن[۱۳]

## درگذشت
کربلایی کاظم ساروقی در هفتم محرم سال ۱۳۷۷ قمری در قم درگذشت و طبق وصیتش در قبرستان نو قم به خاک سپرده شد.

## بزرگداشت
در سال۱۳۸۶ کنگره بین‌المللی بزرگداشت وی در شهر اراک با حضور علما و شخصیت‌های جهان اسلام و رئیس مجلس شورای اسلامی، وزیر وقت فرهنگ و ارشاد اسلامی و استاندار استان مرکزی، برگزار گردید.
همزمان با برگزاری این کنگره تمبر وی نیز شامل تصویری از او و امام‌زاده هفتاد و دو تن رونمایی شد.
در اردیبهشت ۱۳۹۰ نیز مراسم بزرگداشت وی در حرم فاطمه معصومه در قم برگزار شد.